# إبدو إموبيلي
إبدو إموبيلي (بالفرنسية: Hebdo Immobilier)‏ أسبوعية جزائرية تصدر باللغة الفرنسية. مقرها 10 حي لحسن ميمون الجزائر العاصمة. متخصصة في المعاملات العقارية و عدد من الإعلانات الأسبوعية.

## وصلات خارجية
- معلومات عن أسبوعية إبدو إموبيلي من موقع بوابة الصحافة الجزائرية.
- موقع إبدو إموبيلي